# Chiesa di Santa Caterina (Casale Monferrato)
La chiesa di Santa Caterina, o più precisamente di Santa Maria delle Grazie, è situata in Piazza Castello a Casale Monferrato.
Considerata uno dei capolavori barocchi del Piemonte, è ufficialmente intitolata a Santa Maria delle Grazie, ma è conosciuta come Santa Caterina dall'originaria appartenenza alle Monache Domenicane.
È composta da due aule: quella interna, che risulta già conclusa nel 1715, luogo di preghiera privato delle religiose, detto anche Coro delle Monache, direttamente collegato al nucleo centrale del convento (Palazzo Trevisio), e quella esterna con affaccio su Piazza Castello, consacrata da Monsignor Radicati nel 1726. La storiografia classica attribuisce il progetto a Giovanni Battista Scapitta, nato a Moncalvo nel 1653 e morto tra il 1710 e il 1715, architetto per il ducato del Monferrato. Nell'Archivio Capitolare di Casale è conservato un atto in cui Donato Zanetti viene definito capomastro in un intervento in seguito ad un problema strutturale nel monastero.
È di proprietà del Collegio Convitto Municipale Trevisio di Casale Monferrato.

## Storia

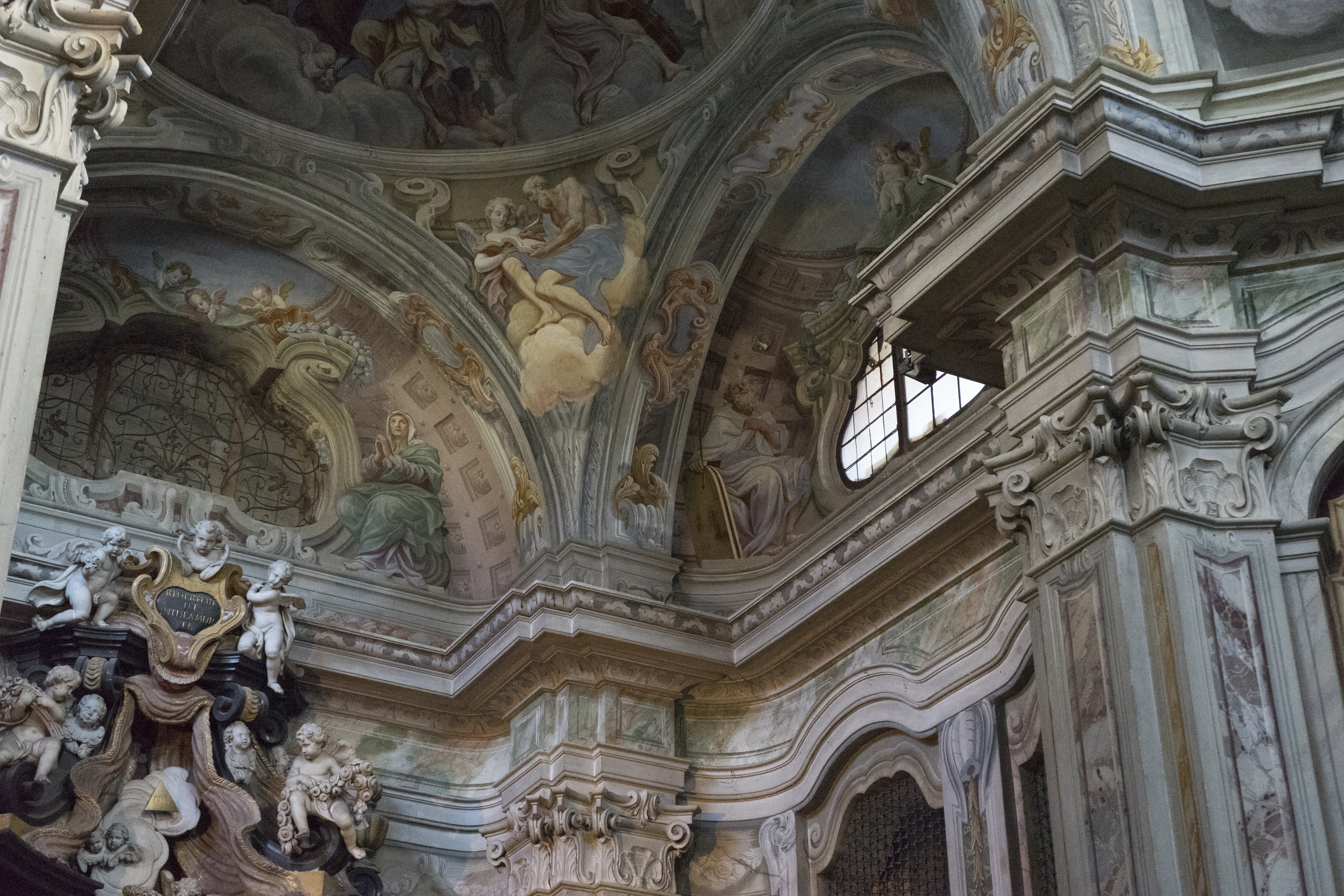
Particolare dell'interno.

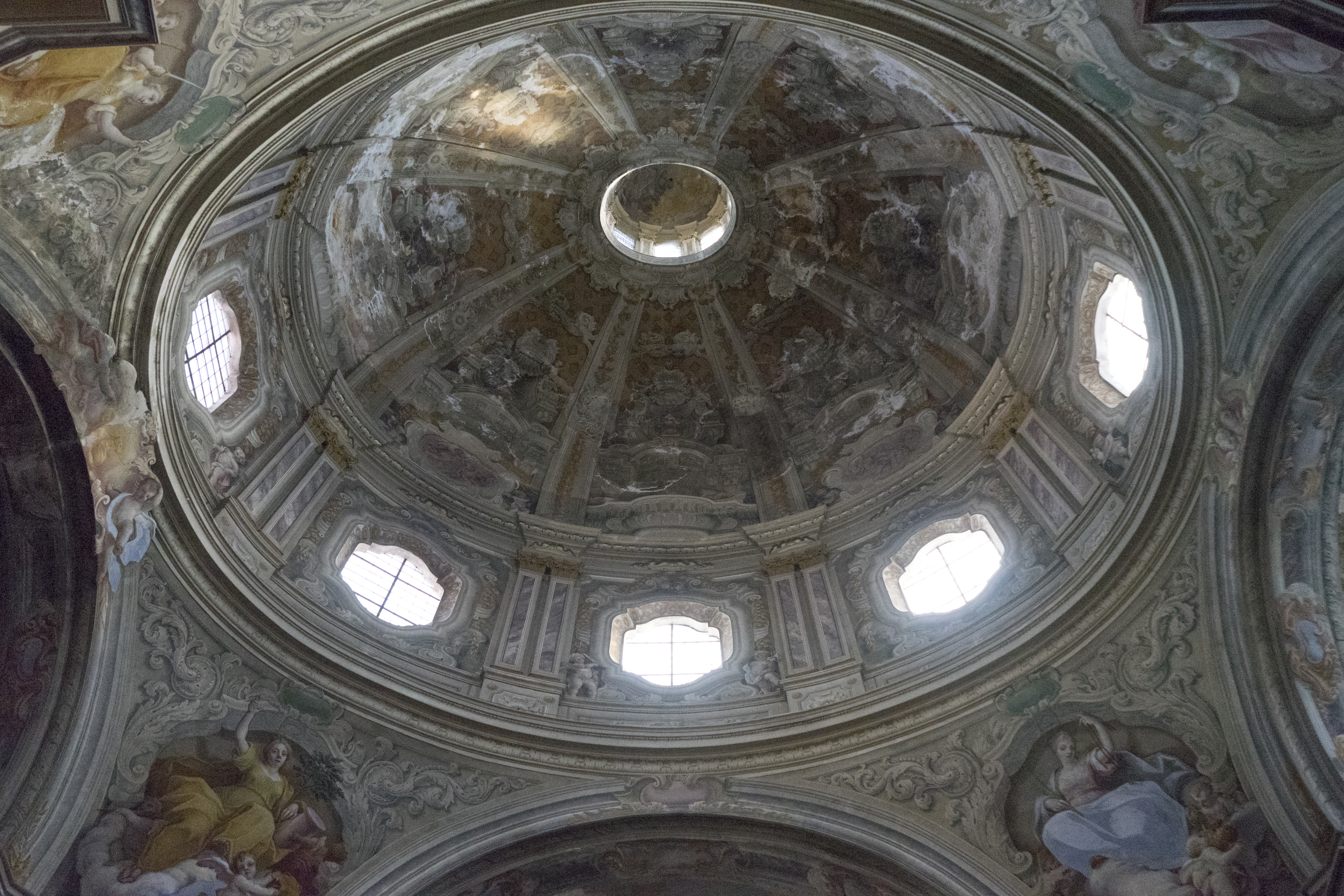
La cupola.

Le Domenicane di Santa Caterina erano state istituite quale comunità di Terziarie nel 1471, durante il governo di Guglielmo VIII, da Pometa de' Buzzelini, una ricca nobildonna rimasta vedova, coadiuvata dalle sorelle Ruffina e Nicoletta de' Salmazzi (Manuela Meni). Con atto notarile datato 6 luglio 1528, la Marchesa Anne D’Alençon, in qualità di tutrice, governatore e amministratore dei beni del figlio Bonifacio, marchese del Monferrato allora ancora minorenne, dona alle religiose il palazzo marchionale situato in Cantone Montarone. La donazione si inserisce nel generale patrocinio dato dalla corte paleologa agli ordini religiosi.
L'originaria chiesa cinquecentesca viene ricavata al piano terra nell'ala nord del palazzo, nell'area che si affaccia su Via Trevigi (Antonella Perin). Era composta da una aula interna ad uso esclusivo delle monache, confinante con il Palazzo Natta-Vitta, e da una aula esterna riservata ai fedeli.
Già nel corso del ‘600, probabilmente per l’aumento di numero delle monache, inizia un processo di ampliamento e riplasmazione degli spazi che porterà all’inizio del ‘700 alla costruzione di una nuova chiesa interiore (inserita nell’area conventuale di clausura) ed esteriore. Le caratteristiche architettoniche e decorative dovevano rispettare le rigide normative dei conventi di clausura dettate dal Concilio di Trento. La chiesa settecentesca risulta quindi, come quella precedente nella manica nord, divisa in due aule, ma presenta una risoluzione spaziale molto più articolata.
In seguito all’occupazione francese in Monferrato iniziata nel 1796 e alla successiva soppressione degli ordini religiosi, i beni delle monache vengono confiscati e municipalizzati e il convento, per concessione di Napoleone, diventa sede del Liceo Imperiale.
Alla Restaurazione Vittorio Emanuele I vi istituisce il Reale Collegio di Educazione e lo affida ai Padri Somaschi, già rettori del Collegio di San Clemente fondato dal medico monferrino Andrea Trevigi. Nel 1814 i padri Somaschi acquisiscono la chiesa e l’ex convento, che prende il nome di “Reale Collegio di Santa Caterina”.
Un ulteriore decreto di soppressione degli ordini religiosi emesso nel 1866 estromette i Padri Somaschi e trasforma il Reale Collegio in “Ente Morale Laicale”, a cui viene assegnato il nome del fondatore Andrea Trevigi. Solo nel 1931, in seguito ai Patti Lateranensi, i Somaschi riprenderanno le attività al Collegio Trevisio e officeranno la chiesa fino al 1973, anno in cui il loro ordine lascia definitivamente Casale.
Continuando ad essere di proprietà del Collegio Convitto Municipale Trevisio, la chiesa è stata ancora officiata da un incaricato diocesano per una decina d'anni, fino ad arrivare alla chiusura al pubblico per difficoltà di gestione e manutenzione negli anni ’90.
Dal 2010 L’Associazione Santa Caterina Onlus si prende cura dell'apertura e della manutenzione ordinaria e organizza iniziative di valorizzazione e raccolta fondi per il restauro.

## Descrizione
L'esterno è caratterizzato da una grande cupola e dalla facciata a due ordini, con un leggero andamento curvilineo formato da lesene e colonne poste in avanti in prossimità del portale, scandita in piani da cornici aggettanti e culminante con un frontone modanato. Una decorazione in stucco con foglie d'acanto modella i due piani della facciata, dietro la quale si eleva il tamburo su cui posa la cupola con un lanternino.
L'interno, a croce greca, è caratterizzato dalla ricca decorazione a fresco che ricopre interamente le pareti. Sino al cornicione operò Giovanni Carlo Aliberti, che vi raffigurò Santi e Allegorie delle Virtù; mentre il tamburo e la cupola furono affrescati dai pittori Benaschi e Vittore. L'altar maggiore in marmi policromi, e la statua della Vergine Assunta, furono eseguiti nel 1780 dallo scultore Giovan Battista Bernero.

### Sepolti illustri
Nella chiesa trovò sepoltura Isabella Gonzaga, morta nel 1579, che fu governatrice del Marchesato del Monferrato nel 1561.